# B級軟式飛行船
|          |                                        |
| 艦歴     |                                        |
| 発注     | 1917年2月4日                           |
| 起工     |                                        |
| 進水     |                                        |
| 就役     | 1917年中期                             |
| 退役     | 1920年8月20日                          |
| その後   |                                        |
| 性能諸元 |                                        |
| 重量     |                                        |
| 体積     | 2,380 m3                               |
| 全長     | 49.70 m                                |
| 直径     | 9.60 m                                 |
| 全高     |                                        |
| 機関     | カーチス OX-5 Vee-8, 90 hp (37 kW) 1機 |
| 速度     | 巡航速度：56km/h 最大速度：76km/h      |
| 航続距離 | 927 km、滞空時間26時間30分             |
| 乗員     |                                        |
| 兵装     | 7.7mmルイス機関銃 1挺                  |
| 航空機   | 搭載せず                               |

B級軟式飛行船は第一次世界大戦の間、および大戦後の短い期間にアメリカ海軍によって運用された警備用飛行船である。アメリカ海軍は前級のDN-1の大失敗から多くを学んでいた。この結果、B級軟式飛行船は成功を収める飛行船となった。ジェローム・ハンセーカー博士は、飛行船設計の理論研究に答えを出し、またジョン・H・タワーズ大尉はイギリスにおける軟式飛行船の設計を調査してヨーロッパから帰還した。そこで海軍はアメリカのメーカーに対し、16隻の飛行船を製造するよう努力を要望した。1917年2月4日、アメリカ海軍長官は16隻のB級軟式飛行船を調達するように指示した。最終的にグッドイヤー社は9隻の船体を製造し、グッドリッチ社では5隻を製造した。カーチス社はこれら14隻の飛行船全てのためにゴンドラを製造した。コネチカット航空機会社は、2隻の船体の製造に当たってユナイテッドステイツ・ラバーカンパニーと契約し、ゴンドラ製造に際してはピジョン・フレーザー社と契約した。カーティス社の製造したゴンドラはJN-4用の胴体を改修したものであり、OX-5エンジンで航行した。コネティカット航空機会社の軟式飛行船は、ホール・スコットエンジンで航行した。最終的に20隻が建造された。

## 戦歴
アメリカ海軍は東海岸に飛行船基地を整備した。場所はマサチューセッツ州チャタム、ロングアイランド島モンタウク、ニューヨーク市内のファー・ロックウェイ、ニュージャージー州ケープウェイ、バージニア州ノーフォーク、フロリダ州キーウェストおよびペンサコラである。他に飛行船基地がパナマ運河地帯においてカリフォルニア州のサンディエゴおよびココ・ソロで設営された。
最初に建造された16隻のB級軟式飛行船は、1917年中期から東海岸の基地に配備され、訓練任務で広範に活動した。幾度かは消息不明者の捜索任務に投入され、うち少なくとも一度、墜落したアメリカ海軍飛行艇の捜索・救出活動に出動している。B-17、B-18、B-19の3基のゴンドラがグッドイヤー航空機会社により改修された。またこの会社ではB-20用と思われる新規のゴンドラを製造した。B級軟式飛行船はサンディエゴおよびココ・ソロからも作戦行動した。
チャタム基地に所属する1隻のB級軟式飛行船は、Uボートの追尾に参加し、攻撃を試みるために水上機を呼びよせた。B級軟式飛行船は、約13,500時間を作戦に費やし、飛行船の作戦に従事する海軍飛行士160名を訓練した。
B級軟式飛行船は濃いオリーブ色で塗装されていたと考えられている。B級軟式飛行船は、休戦の後に多数が解体され、1924年まで2隻が残存したに過ぎない。

## 使用国
- アメリカ合衆国